# Dennō Senshi Porygon
"Dennō Senshi Porygon" (でんのうせんしポリゴン, Dennō Senshi Porigon; literalmente "Porygon, o soldado cibernético", mais comummente traduzido como "Electric Soldier Porygon") é o trigésimo oitavo episódio da primeira temporada do anime Pokémon que foi ao ar no Japão em 16 de dezembro de 1997. Desde então não foi mais ao ar em qualquer outro lugar. No entanto, o episódio pode ser encontrado na internet. No episódio, Ash e seus amigos acham que no Centro Pokémon existe algo errado com os dispositivos transmissores da Pokébola. Para descobrir a causa do problema, eles devem adentrar a máquina.
O episódio ficou infame pela utilização de efeitos visuais que causaram convulsões em um número consideravelmente grande de espectadores japoneses, incidente conhecido como "Pokémon Shock" (ポケモンショック, Pokemon Shokku) pela imprensa japonesa. Seiscentos e oitenta e cinco espectadores foram levados para hospitais, mas apenas duas pessoas permaneceram hospitalizados por mais de duas semanas. Devido a isto, o episódio foi banido no mundo inteiro. Após o incidente, o anime entrou em um hiato de quatro meses, e retornou na TV Tokyo em 16 de abril de 1998.
Desde então, o episódio foi parodiado e referenciado nos meios culturais, incluindo episódios de Os Simpsons e South Park.

## Enredo
Ash, Misty, Brock, Pikachu descobrem que o sistema utilizado para transferir Pokémons de um Centro Pokémon até outro passa por problemas de funcionamento. À pedido da Enfermeira Joy, eles vão até o Professor Akihabara, criador do sistema de transferência da Pokébolas. Ele conta que a Equipe Rocket roubou seu protótipo Porygon, um Pokémon digital que pode existir no ciberespaço, e estão usando-o para roubar os Pokémon de dentro do sistema do computador.
Akihabara envia Ash, Misty, Brock, Pikachu, e um segundo Porygon ao seu sistema para que possam parar a Equipe Rocket, pois eles aprenderam a criar um bloqueio que impede as Pokébolas de viajar pela rede. O Porygon de Ash é capaz de derrotar o Porygon da Equipe Rocket, mas a Enfermeira Joy, monitorando a situação, enviou um programa antivírus ao sistema para combater o que ela pensa ser um vírus de computador. Pikachu usa um ataque elétrico sobre o programa, que se manifesta como "mísseis vacina", o que provoca uma explosão. O grupo de Ash e a Equipe Rocket conseguem escapar com sucesso do computador, removendo assim o bloqueio do sistema.

## Recepção e controvérsia

Uma versão desacelerada do efeito que causou ataques epilépticos entre alguns telespectadores do episódio.

O episódio foi ao ar no Japão em 16 de dezembro de 1997 às 18:30 no Horário do Japão (6:30 da manhã no Horário de Brasília e 10:30 no Horário de Lisboa). O episódio, que foi transmitido por trinta e sete emissoras de TV em uma terça-feira à noite, que tivera, a maior audiência de seu horário, sendo assistido em aproximadamente 4,6 milhões de domicílios.
Aproximadamente depois de 20 minutos de exibição do episódio, há uma cena em que Pikachu destrói alguns "mísseis vacina" com o seu ataque Thunderbolt, resultando em uma enorme explosão que pisca rapidamente em luzes vermelhas e azuis durante quatro segundos, uma técnica conhecida como "Paka-paka". Neste ponto, os telespectadores começaram a se queixar de visão embaçada, dores de cabeça, tonturas e náuseas. Algumas pessoas ainda tiveram convulsões, cegueira e perda da consciência. A Agência de Defesa do Japão informou que um total de 685 espectadores, 310 meninos e 375 meninas, foram levados aos hospitais por ambulâncias. Embora muitas vítimas se recuperaram durante a viagem de ambulância, mais de 150 delas foram internadas em hospitais. Duas pessoas ficaram hospitalizadas por mais de duas semanas. Algumas outras pessoas tiveram convulsões quando partes da cena foram retransmitidas durante as notícias sobre as apreensões. Apenas uma pequena fração das 685 crianças atendidas foram diagnosticadas com epilepsia fotossensível.
Estudos posteriores mostraram que entre 5 a 10% dos telespectadores haviam tido sintomas leves que não necessitavam de tratamento hospitalar. 12000 crianças que não foram enviadas para o hospital de ambulância relataram sintomas leves da doença. Um estudo com 103 pacientes após mais de três anos após o incidente constatou que a maioria deles não tiveram mais crises. Os cientistas acreditaram que as luzes piscando desencadearam convulsões fotossensíveis em que os estímulos visuais, como luzes piscando podem causar alterações da consciência. Apesar de aproximadamente 1 em 4000 pessoas serem suscetíveis a esses tipos de crises, o número de pessoas afetadas por este episódio foi sem precedentes.
Um artigo atacando toda a indústria da animação japonesa logo apareceu no jornal USA Today. Esse artigo sustentou que "as crianças norte-americanas não são susceptíveis de sofrer convulsões provocadas por desenhos animados", principalmente porque as emissoras americanas não transmitem "animações japonesas, conhecidas como 'anime'".  Ron Morris, no site Cityrain.com afirmou que, no entanto, "não havia nada de errado sobre a cena ou o episódio - o efeito foi causado por uma combinação infeliz de fatores." O incidente, que foi referido como "Pokémon Shock" (ポケモンショック, Pokemon Shokku) pela imprensa japonesa, foi incluído nas edições de 2004 e 2008 do Guinness World Records, com a duvidosa honra de realizar o registro para "A maior cadeia de ataques epiléticos causados por uma série de televisão".

## Consequências
A notícia do acidente espalhou rapidamente pelo Japão. No dia seguinte, a emissora de televisão que tinha exibido o episódio, a TV Tokyo, emitiu um pedido de desculpas para o povo japonês, suspendeu o programa e disse que iria investigar a causa das convulsões. Os funcionários do Atago Esquadra, sob as ordens da Agência Nacional de Polícia, questionaram os produtores do programa sobre o conteúdo do anime e o processo de produção. O Ministério da Saúde, Trabalho e Previdência realizou uma reunião de emergência, discutindo o caso com os peritos e coleta de informações de hospitais. Locadoras e varejistas em todo o país retiraram o conteúdo da série de suas prateleiras.
A reação foi rápida na Bolsa de Tóquio, e as ações da Nintendo cairam em ¥400 (quase 5%), na manhã seguinte para ¥12.200. A notícia do incidente se propagou pelo mundo inteiro. A Nintendo, juntamente com a Game Freak é a desenvolvedora dos jogos da franquia o qual o anime se baseia. O então presidente da empresa, Hiroshi Yamauchi, disse numa conferência de imprensa, não ser responsável pelo episódio exibido, já que o jogo original para Game Boy era apresentado em preto e branco.
Após a sua exibição, o anime entrou em um hiato de quatro meses, voltando apenas em abril do ano seguinte, levando ao cancelamento do episódio de ano novo, não existindo nem o trailer nem qualquer outra informação sobre ele, tornando-se mídia perdida. Além desse episódio, os outros episódios, "Holiday Hi-Jynx" ("Feriado a Lá Jynx") e "Snow Way Out!" ("Perdidos na Neve"), tiveram a transmissão adiadas, desordenando o anime da sua cronologia original. Enquanto estava fora do ar, cenas em outros episódios com luzes fortes piscando foram reduzidas na versão japonesa, e mais tarde pelos Estados Unidos quando o anime foi distribuído. Após a pausa, o anime teve o seu dia de exibição semanal alterado de terça para quinta-feira. A abertura também foi refeita e telas pretas mostrando vários alguns Pokémon em vários focos foram divididos em quatro imagens por tela. Antes do incidente, a abertura havia uma imagem de um Pokémon por tela, sendo um deles o Porygon. Nos intervalos dos episódios conhecidos no Japão a expressão conhecida como "Dare da?" e nos Estados Unidos como "Who's That Pokémon?" e no Brasil como "Quem é esse Pokémon?" também foram retirados certos focos de luz que piscavam na aparição da logo. Desde então, a imagem passou a ter apenas a logo japonesa sem qualquer efeito de luz.
Antes do início da transmissão do programa informativo "Anime: Pocket Monster Problem Inspection Report" (アニメポケットモンスター問題検証報告, Anime Poketto Monsutā Mondai Kensho Hokoku) no Japão em 16 de abril de 1998, a apresentadora Miyuki Yadama explicou as alterações do formato do programa e dos alertas na tela, no início dos animes. Muitas emissoras de televisão japonesas, médicos e funcionários se reuniram para encontrar formas para garantir que isto nunca ocorresse novamente. Eles estabeleceram uma série de padrões a serem seguidos na produção de futuros programas de animação, incluindo:
- Imagens piscando, especialmente aqueles com vermelho, não devem piscar mais rápido do que três vezes por segundo. Se a imagem não tem vermelho, ele ainda não deve piscar mais rápido do que cinco vezes por segundo.
- Flashes não devem ser exibidos com uma duração total de mais de dois segundos.
- Linhas, espirais e círculos concêntricos não devem ocupar uma grande parte da tela.

Por vários anos após o incidente, uma mensagem de aviso terebi anime o miru toki ni wa, heya o akaruku shite chikazukisuginai yō ni shitemitekudasaine. (「テレビアニメを見るときには、部屋をあかるくして近づきすぎないようにしてみてくださいね。」) era exibida durante o início de uma exibição de qualquer anime, pedindo ao telespectador que não se aproximasse demais da televisão, e que assistisse em lugares com quantidade suficiente de luminosidade.
Apesar de ter sido alterado nos Estados Unidos pela 4Kids Entertainment para abrandar as luzes piscando, o episódio não foi transmitido em solo americano. As alterações também foram aplicadas nos 36 episódios anteriores. Maddie Blaustein, dubladora americana do Meowth no anime, afirmou que o episódio chegou a ter uma versão em inglês (versão que essa foi confirmada em 2016 por Eric Stuart, dublador do personagem Brock, porém negada por Veronica Taylor, dubladora de Ash naquela temporada), mas a proibição pelo governo japonês de ser exibido em qualquer outro lugar resultou na perda dessa versão para sempre. Em um esforço para esquecer o ocorrido e prevenir traumas, todas as aparições seguintes do Porygon foram cortadas. Sua evolução de segunda geração, Porygon2, é o único Pokémon dessa geração a nunca fazer uma aparição no anime, assim como Porygon-Z, sua evolução de quarta geração. Mesmo assim, fez aparições breves no PokéRap da 1ª geração e no filme Pokémon Origins.

## Impacto cultural
O incidente foi parodizado várias vezes.
Em um episódio de Os Simpsons, intitulado "Trinta Minutos Sobre Tóquio", a família Simpson viaja para o Japão. Quando eles chegam no país, Bart é visto assistindo a um desenho animado chamado "Battling Seizure Robots", e pergunta: "Não é este desenho animado que causa convulsões?". Os olhos brilhantes dos robôs provocaram convulsões na família. Inicialmente Homer, que não apareceu na cena anterior, também sofre o ataque epilético ao olhar para a televisão. A mesma cena se repete no fim do episódio, mas em tela inteira.
Um episódio de South Park que foi ao ar em novembro de 1999, chamado "Chinpokomon", gira em torno de um Pokémon, como um fenômeno, chamado Chinpokomon, o qual as crianças de South Park estavam obcecadas. Os brinquedos e os jogos eram produzidos por uma empresa japonesa para South Park. O presidente da empresa, Sr. Hirohito, usa os brinquedos para fazer uma lavagem cerebral nas crianças norte-americanas, criando o seu próprio exército, com a intenção de derrubar o "mal" império americano. Estes brinquedos incluíam um videogame no qual o jogador tenta bombardear Pearl Harbor. Ao jogar este jogo, Kenny tem um ataque epiléptico e depois morre, em referência ao ocorrido.
No episódio piloto de Drawn Together, o personagem Ling-Ling, que é uma paródia do Pikachu, afirma que seu objetivo na casa de Drawn Together é "destruir tudo e causar epilepsia nas crianças". Após isso, a cena seguinte é uma referência ao ocorrido.
Em So Yesterday, um romance de Scott Westerfeld, há uma menção do episódio que é apresentado a um dos personagens. A luz vermelha piscando que causou o episódio foi utilizado como elemento do enredo.
Em 23 de setembro de 2020, a conta oficial da franquia no Twitter fez uma publicação com os dizeres "Porygon did nothing wrong" ("Porygon fez nada de errado"), em referência a cena em questão, insinuando que o ataque Thunderbolt de Pikachu foi responsável pelo ocorrido, e não Porygon. O tweet foi removido tempo depois.